# Martijn Hesselink
Martijn Willem Hesselink (Delft, 25 mei 1968) is een Nederlands jurist gespecialiseerd in het Europees privaatrecht.
Hesselink studeerde rechten aan de Universiteit van Amsterdam en de Universiteit Panthéon-Assas (Parijs II), waar hij in 1992 afstudeerde. Datzelfde jaar werd hij aio (promovendus) aan de Universiteit Utrecht, waar hij op 31 maart 1999 bij Arthur Hartkamp cum laude promoveerde op De redelijkheid en billijkheid in het Europese privaatrecht; het boek werd datzelfde jaar nog uitgegeven door Kluwer te Deventer. Zeer kort na zijn promotie, nog in 1999, werd hij benoemd tot hoogleraar privaatrecht aan de Universiteit van Amsterdam; hij hield zijn oratie, getiteld De nieuwe Europese rechtscultuur, op 27 juni 2001. Tegelijkertijd werd hij ook directeur van het instituut voor privaatrecht aan de UvA. In 2006 werd Hesselinks leeropdracht op verzoek gewijzigd naar het Europees privaatrecht; in dat jaar richtte hij ook het Centre for the Study of European Contract Law (CSECL) aan de UvA op.
Hesselink was ook lid van verschillende commissies en studiegroepen in zijn vakgebied, waaronder de Study Group on a European Civil Code en het Common Core-project, en een van de oprichtende redacteuren van de European Review of Contract Law. Ook was hij voorzitter van de "Study Group on Social Justice in European Private Law". Hesselink was ook gasthoogleraar (visiting professor) aan verschillende buitenlandse universiteiten, waaronder de Université Paris-Descartes (2000), Roma Tre-universiteit, (2003, 2007), Católica Global School of Law (vanaf 2010), Universiteit Parijs 1 Panthéon-Sorbonne (2010) en Sciences Po (2011, 2016). Hij was ook raadsheer-plaatsvervanger bij het Gerechtshof Amsterdam.
In 2019 werd Hesselink benoemd tot hoogleraar aan het Europees Universitair Instituut in Florence, Italië, met als leeropdracht transnationaal recht en rechtstheorie. Zijn specialisaties daar zijn het Europees privaatrecht, de politieke en rechtsfilosofie, de democratie in de EU en de theorie van het privaatrecht. In 2021 verscheen zijn boek Justifying Contract in Europe: Political Philosophies of European Contract Law bij Oxford University Press.